# Ruth Jepngetich
Ruth Jepngetich (ur. 9 kwietnia 1990) – kenijska siatkarka, reprezentantka kraju, grająca jako środkowa. Obecnie występuje w drużynie Kenya Pipeline Company.